# قطاراغاج سفلي (مقاطعة فراهان)
قطاراغاج سفلي (بالفارسية: قطاراغاج سفلی) هي قرية تقع في مركزي في إيران. يقدر عدد سكانها بـ 189 نسمة بحسب إحصاء 2016.